# Nikita Vasiliev (futbolista nacido en 2003)
Nikita Vasiliev (Tartu, 7 de octubre de 2003) es un futbolista estonio que juega en la demarcación de centrocampista para el FCI Levadia Tallinn de la Meistriliiga.

## Selección nacional
Tras jugar en varias categorías inferiores, finalmente hizo su debut con la selección de fútbol de Estonia en un partido amistoso contra Islandia que finalizó con un resultado de empate a uno tras el gol de Sergei Zenjov para Estonia, y de Andri Guðjohnsen para Islandia.

## Clubes
| Club                  | País    | Año       | Partidos | Goles |
| --------------------- | ------- | --------- | -------- | ----- |
| FC Nõmme United       | Estonia | 2019-2021 | 83       | 10    |
| FC Levadia II Tallinn | Estonia | 2022-     | 23       | 9     |
| FCI Levadia Tallinn   | Estonia | 2022-     | 48       | 2     |